# Live at Birdland 1949
Live at Birdland 1949 – album nagrany przez amerykańskiego pianistę jazzowego Lenniego Tristano i jego zespół. Nagrania Lennie Tristano Quintet (A1–3, B1) zrealizowano podczas koncertu w pierwszej siedzibie nowojorskiego klubu Birdland w 1949. Solowe nagrania Lenniego Tristano zamieszczone na płycie (B2–B6) powstały cztery lata wcześniej, w Chicago w 1945. Wszystkie utwory to kompozycje Lenniego Tristano. Monofoniczny LP ukazał się nakładem wytwórni Jazz Records (JR–1) w 1979. 16 stycznia 2001 ukazała się reedycja na CD wydana przez Jazzoo.

## Muzycy
- Lennie Tristano – fortepian
- Warne Marsh – saksofon tenorowy (1–4)
- Billy Bauer – gitara (1–4)
- Arnold Fishkin – kontrabas (1–4)
- Jeff Morton – perkusja (1–4)

## Lista utworów
Strona A
| 1. | "Remember"       | 8:11  |
|    |                  |       |
| 2. | "Pennies"        | 5:38  |
|    |                  |       |
| 3. | "Foolish Things" | 3:55  |
|    |                  |       |
|    |                  | 17:44 |
|    |                  |       |
Strona B
| 4. | "Indiana"                 | 5:26  |
|    |                           |       |
| 5. | "I'm No Good Without You" | 4:12  |
|    |                           |       |
| 6. | "Glad Am I"               | 2:59  |
|    |                           |       |
| 7. | "This Is Called Love"     | 2:44  |
|    |                           |       |
| 8. | "Blame Me"                | 2:46  |
|    |                           |       |
| 9. | "I Found My Baby"         | 2:43  |
|    |                           |       |
|    |                           | 20:50 |
|    |                           |       |

## Informacje uzupełniające
- Producent – Lenny Popkin
- Inżynier dźwięku – Arnold Fishkin (A 1–3, B 1)
- Praca plastyczna – Carol Eigo
- Zdjęcia – Herman Leonard